# 笠松競馬場
笠松競馬場（日语：笠松競馬場）是位於日本岐阜縣笠松町的競馬場，因日本一代名馬小栗帽於此出道而聞名。此競馬場由隸屬地方競馬的岐阜縣地方競馬組合營運，可容納16,000名觀衆。

## 歷史
1972年，中津競馬俱樂部於岐阜縣中津町（今中津川市）設立競馬場，為笠松競馬場的前身及岐阜賽馬的海開端
1933年，由於原本之競馬場位於山間，入場觀眾數目不足下導致困難，因而決定搬遷。原定選址為岐阜縣八劍村（現岐南町），但其後改為現在地。
1935年，笠松競馬場正式落成。
1939年，日本因二戰爆發而設立《軍馬資源保護法》，限定各縣僅能保留一所競馬場。而笠松競馬場作為岐阜縣內投注額最高的競馬場，最終得以保留。
1946年，戰爭結束後笠松競馬場因應《競馬法》再度開始舉辦。
1975年10月，因馬場相關人士違反《競馬法》及《覺醒劑取締法》，岐阜縣地方競馬組合停止於笠松競馬場舉行賽事約2個月。
2021年1月19日，因朝日新聞有關笠松競馬場相關人士違反《競馬法》的報導迅速傳開，迫於輿論壓力之下岐阜縣地方競馬組合停止於笠松競馬場舉行賽事。
2021年9月8日，自肅期結束並重新舉辦賽事。

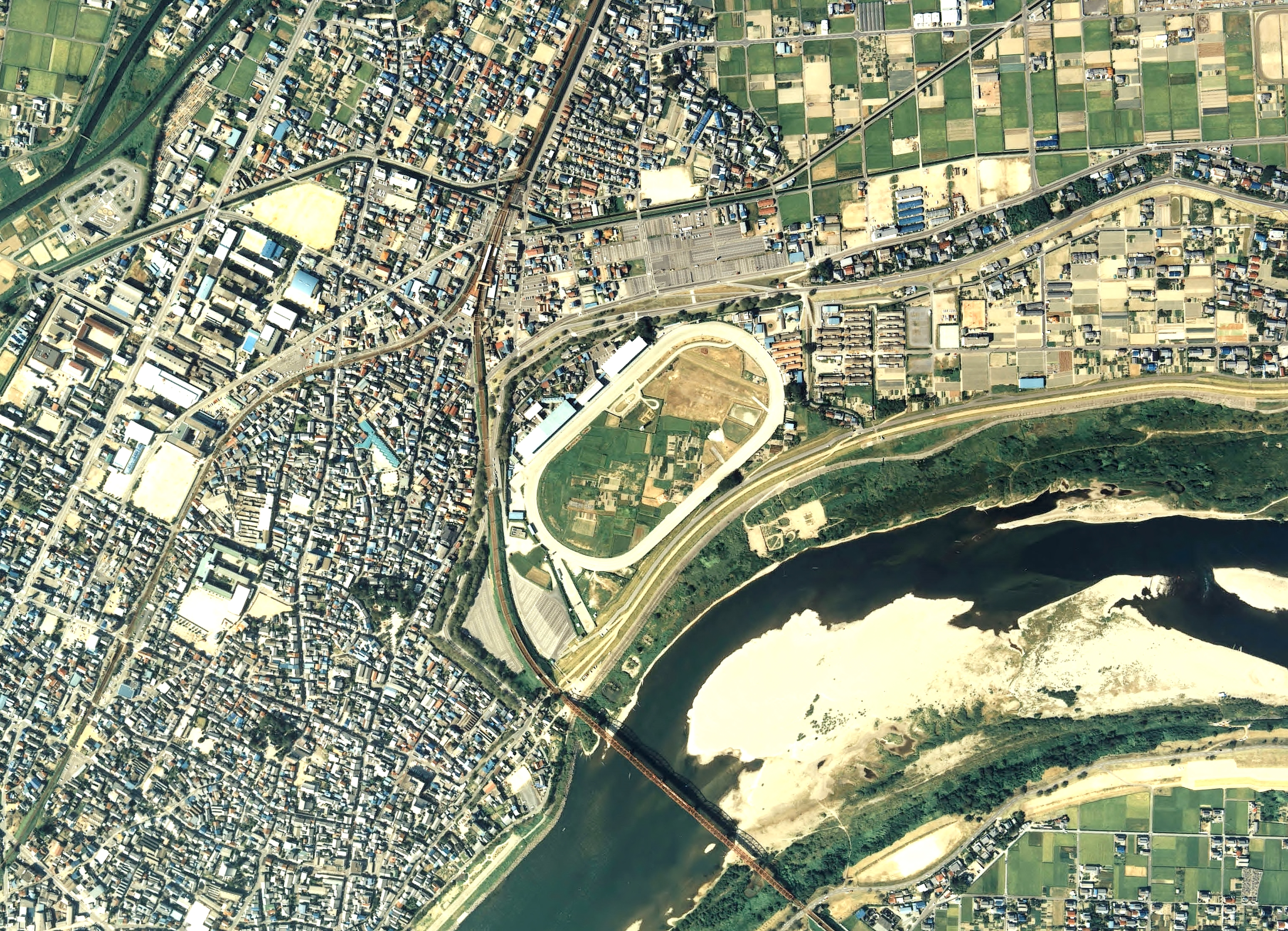
笠松競馬場鳥瞰圖，攝於1987年

## 跑道
泥地跑道全長1100.0米，闊度20米，直路238米。

### 賽事距離
泥地跑道：800米、1400米、1600米、1900米、2500米

### 賽道記錄

#### 泥地
| 距離   | 時間   | 馬匹         | 性齡 | 負重     | 騎師     | 練馬師   | 紀錄創造日 | 賽事級別 | 賽事名稱   |
| ------ | ------ | ------------ | ---- | -------- | -------- | -------- | ---------- | -------- | ---------- |
| 800米  | 0:47.4 | Silva        | 雄2  | 54       | 藤原幹生 | 後藤正義 | 10/9/2021  |          | 新馬       |
| 1400米 | 1:23.6 | Love Bullet  | 雄5  | 57       | 山本聰哉 | 菅原勲   | 24/11/2016 | 東海SPI  | 笠松大獎賽 |
| 1600米 | 1:38.4 | Cheers Kyoto | 雄7  | 55       | 坂口重政 | 柳江俊明 | 30/4/1995  |          | 紀錄缺失   |
| 1800米 | 1:52.9 | Bold Max     | 雄4  | 紀錄缺失 | 伊藤強一 | 紀錄缺失 | 17/6/1984  |          | 紀錄缺失   |
| 1900米 | 2:00.3 | Bold Max     | 雄5  | 紀錄缺失 | 伊藤強一 | 紀錄缺失 | 7/4/1986   |          | 紀錄缺失   |
| 2500米 | 2:39.5 | 桂冠河       | 雄6  | 58       | 松永幹夫 | 山本正司 | 29/4/2003  | 地方GII  | 小栗帽紀念 |

## 交通
從名古屋鐵道笠松站步行5分鐘。

## 主要賽事

### 東海一級賽
Love Michan紀念（ラブミーチャン記念），泥地1600米，2歲地方所屬雌馬。
Raiden Leader紀念（ライデンリーダー記念），泥地1400米，2歲東海、石川所屬馬。
岐阜清流盃（ぎふ清流カップ），泥地1400米，3歲東海、兵庫、石川所屬馬。
岐阜金賞（岐阜金賞），泥地1900米，3歲東海所屬馬。
小栗帽紀念（オグリキャップ記念），泥地2500米，4歲或以上地方所屬馬。
黑百合賞（くろゆり賞），泥地1600米，3歲或以上地方所屬馬。
笠松大獎賽（笠松グランプリ），泥地1400米，3歲或以上地方所屬馬。
東海金盃（東海金盃），泥地1900米，3歲或以上東海所屬馬。
藍絲帶一哩錦標（ブルーリボンマイル），泥地1600米，4歲或以上地方所屬雌馬。

#### 由各競馬場輪流舉辦之賽事
中日本未來之星錦標（ネクストスター中日本），3歲東海、石川所屬馬，計劃舉辦但未知年份。
西日本打吡（西日本ダービー），泥地1900米，3歲東海、佐賀、高知、兵庫、石川所屬馬，2020年舉辦。

### 東海二級賽
新綠賞（新緑賞），泥地1600米，3歲東海所屬馬。
黃金青年錦標（ゴールドジュニア），泥地1600米，3歲東海、兵庫、石川所屬馬。
夏季盃（サマーカップ），泥地1400米，3歲或以上東海、兵庫、石川所屬馬。
白銀爭霸（白銀争覇），泥地1400米，3歲或以上東海、兵庫、石川所屬馬。
三月盃（マーチカップ），泥地1900米，4歲或以上東海所屬馬。

### 東海三級賽
皇后盃（クイーンカップ），泥地1600米，3歲東海、兵庫、石川所屬雌馬。
青年榮耀錦標（ジュニアグローリー），泥地1400米，3歲東海所屬馬。
飛山濃水盃（飛山濃水杯），泥地1400米，3歲或以上東海所屬馬。
撫子爭霸（撫子争覇），泥地1400米，3歲或以上東海所屬雌馬。
冬季爭霸（ウインター争覇），泥地1800米，4歲或以上東海、兵庫、石川所屬馬。

## 相關事件

### 相關人士違反《競馬法》及《覺醒劑取締法》事件
1975年8月，日本警方於當地進行對暴力團的掃蕩時搗破一個從事覺醒劑交易的組織並拘捕多人，被捕者當中包含笠松競馬場所屬騎師3名及馬伕7名。而於調查途中，警方發現該組織成員經常進入笠松競馬場內部，最終從而發現笠松競馬場內部人員和該組織有所來往，繼而繼續從線索排查相關人士並發現多名騎師、馬伕、練馬師及馬主牽涉其中。受此事件影響，岐阜縣地方競馬組合決定停止同年於10月及11月的賽事進行自肅，為笠松競馬場首次以自肅形式進行改革。其後為防止競馬場內部人員和外人接觸導致同類事件發生，岐阜縣地方競馬組合決定以近乎「拘束」的方式管理馬房相關人員，包括所有騎師必須於賽事前一日之下午1時至賽事日尾場之間的時間於休息室內等待，除需要策騎外不得離開。就結果而言，本次事件造成眾多相關人士被捕，使不少騎師被剝奪資格並導致現役騎師數目急跌。

### 東海金盃圈數誤認事件
於1981年12月30日舉行的東海金盃中，策騎第一大熱門Daisan Fujitaka的騎師井手上慎一將2500米的賽事誤當為1400米的賽事，因而於通過第一次終點後隨即收緊繮繩，最終導致馬匹以第五落敗。對此事件，馬迷認為為賽會造馬，因而要求退回投注。而一部份馬迷則前往競馬場內的管理事務所作出包圍的動作，更有甚者開始縱火並造成附近一個收埋馬報的報攤燃燒。由於事態變得嚴重，岐阜縣警察出動機動部隊聯同岐阜羽島警察署進行清場行動，並與途中以阻差辦公拘捕一名嘗試襲警的馬迷。雖然時候岐阜縣地方競馬組合公證委員會承認井上的確有乘騎失誤的行為存在，但仍然維持原判（即不對該場賽事進行研訊）。而井上本人最終則被岐阜縣岐阜縣地方競馬組合判罰終身於笠松競馬場停賽（其後解除禁令），以其所屬的愛知縣競馬組合則對其進行停賽10日的處罰。

### 壓地車入侵事件
2011年1月7日舉行第三場賽事若竹特別期間，直路上的兩台壓地車仍然未離開跑道，最終所有馬匹均由壓地車之間穿過並安全衝線，以該賽事則被宣判無效。

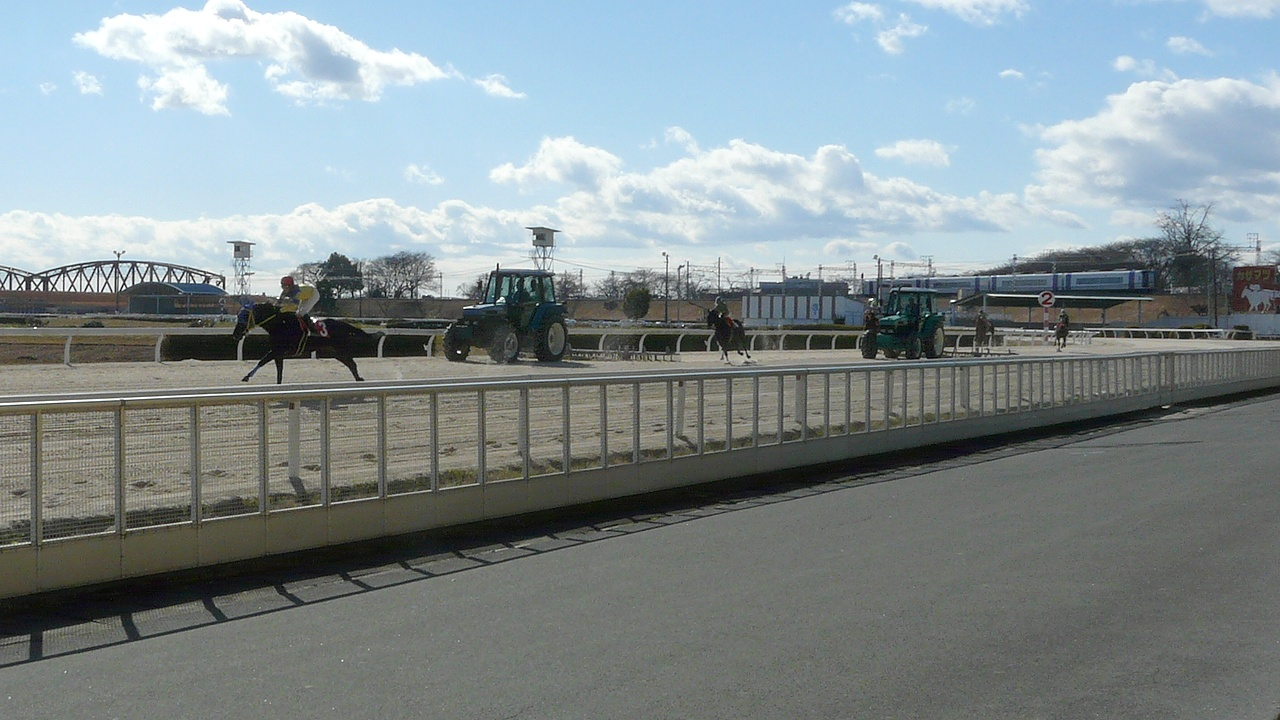
事件發生當下

### 馬匹逃走事件
就笠松競馬場而言，馬匹於馬房及競馬場之間穿梭並依靠運馬車，而是採用徒步的方式。亦因如此，笠松競馬場內自1991年起曾發生15起馬匹逃走事故及9起馬匹和車輛衝突事故，以下為部分事故的詳細內容。
2013年2月20時下午1時45分左右，6歲雌馬Sweet於裝鞍室因目睹其他馬匹而突然進入亢奮狀態，衝出逃走並正面撞向競馬場內的輕型車輛。事件中男性司機未有受傷，而Sweet則被發現左前腳根部受傷，預後不良之下被處以安樂死。
2013年4月26日，4歲雄馬Mikki Oscar於運輸途中逃走，狂奔約10公里後被市民發現並於鄰近的各務原市的一個公園暫時接受保護。
2013年10月28日下午3時5分左右，於馬場內接受訓練的2歲雌馬Cosmo Vision突然暴走並向東邊300米的堤防道路奔跑，最終撞向一輛輕型車輛並連帶碰撞對向道路的中型車輛。事件中輕型車輛的男性司機因頭部撞擊死亡，Cosmo Vision傷重不治，而對向道路中型車輛的男性司機則受輕傷。而根據調查，事發時負責守備出口的男性兼職保安未在崗位，而阻止馬匹衝出的欄杆亦處於開放狀態，最終2014年11月7日岐阜縣地方檢察廳以業務過失致死罪控告該名保安。
2019年6月12日上午9時45分左右，一匹4歲雄馬於返回馬房途中因受到車輛引擎聲驚嚇而脱離馬伕的控制逃走，最終於5分鐘後於住宅區內被發現，經過檢查後確認人馬均無大礙。

### 相關人士多次違反《競馬法》事件
2020年6月，因警方於調查中懷疑笠松競馬場相關人士違反《競馬法》，於賽事舉行期間進行投注，因而約見笠松競馬場所屬練馬師1名及騎師3名。
而於同年7月騎師及練馬師牌照需要更新之際，練馬師尾島徹和騎師佐藤友則、島崎和也及山下雅之未有進行更新程序並主動向岐阜縣地方競馬組合交還牌照退役。而由於事件發生時間相近及人物身份吻合，因而不少馬匹猜測6月時被約見的4人正是7月選擇退役的4人。
於此事件途中，由於岐阜縣地方競馬組合被認為調查不充份，因而成立獨立調查委員會對所有相關人士進行調查。
2021年1月19日，朝日新聞發表報導，指笠松競馬場相關騎師及練馬師多次違反《競馬法》進行投注，同時投注所得亦未向名古屋國税局申報，有逃税之嫌疑。對於此指控，岐阜縣地方競馬組合決定進行自肅，停止同於19至22日的賽事待確認事實。
由於此事經已上升至税務層面驚動政府，因而於報導發出當日，岐阜縣知事古田肇即時進行記者會會見傳媒，表示會成立獨立調查委員會進行全面調查。
經歷一連串的徹查，獨立調查委員會於4月1日公開報告，當中指出有8名騎師或練馬師於2012年至2020年期間多次於賽事進行期間投注，受益約為1億4000萬元日圓。同時此批收入亦未進行申報並以虛報開支的形式進行避税，避税行為約涉及10名相關人士。除此之外，亦有不少相關人士收受賄賂，向投注的騎師提供馬匹等資料，嚴重違反賽事公平性。另外，調查中亦揭發一名女性馬伕被練馬師性騷擾的事件。
事件開端的4名人士於3月11日時經已被岐阜縣地方檢查廳以違反《競馬法》檢控，並於4月12日接受裁決，最終尾島被罰款30萬日圓，而佐藤、及山下則各被罰款40萬日圓。
而調查過後岐阜縣地方競馬組合對事件中牽涉的相關人士作出不同程度的處罰。最終共有21名人士被處於禁止參與賽馬、停牌及停薪等處分。
| 姓名     | 職位     | 處分                     | 處分理由                                               |
| -------- | -------- | ------------------------ | ------------------------------------------------------ |
| 尾島徹   | 原練馬師 | 終身禁止參與賽馬活動     | 提供賄賂、投注                                         |
| 佐藤友則 | 原騎師   | 終身禁止參與賽馬活動     | 提供賄賂、投注                                         |
| 島崎和也 | 原騎師   | 終身禁止參與賽馬活動     | 提供賄賂、投注                                         |
| 山下雅之 | 原騎師   | 終身禁止參與賽馬活動     | 提供賄賂、投注                                         |
| 花本正三 | 原練馬師 | 禁止參與賽馬活動5年      | 受賄、投注                                             |
| 東川公則 | 原練馬師 | 禁止參與賽馬活動5年      | 受賄、投注                                             |
| 大塚研司 | 原騎師   | 禁止參與賽馬活動5年      | 受賄、投注                                             |
| 吉井友彥 | 原騎師   | 禁止參與賽馬活動5年      | 受賄、投注                                             |
| 湯前良人 | 原練馬師 | 禁止參與賽馬活動2年      | 受賄、未有申報違法所得                                 |
| 池田敏樹 | 原騎師   | 禁止參與賽馬活動1年      | 受賄                                                   |
| 筒井勇介 | 原騎師   | 禁止參與賽馬活動1年      | 受賄                                                   |
| 高木建   | 原騎師   | 禁止參與賽馬活動6個月    | 受賄                                                   |
| 井上孝彥 | 原練馬師 | 停牌90日、停薪30日、警告 | 性騷擾、對所屬騎師佐藤友則監督不力、有意圖減少申報所得 |
| 川嶋弘吉 | 練馬師   | 停薪30日、警告           | 對所屬騎師山下雅之監督不力、有意圖減少申報所得         |
| 水野善太 | 練馬師   | 停薪20日、警告           | 對所屬騎師湯前良人監督不力、有意圖減少申報所得         |
| 田口輝彥 | 練馬師   | 停薪20日、警告           | 對所屬騎師筒井勇介監督不力、有意圖減少申報所得         |
| 柴田高志 | 練馬師   | 停薪30日、警告           | 對所屬騎師尾島徹及島崎和也監督不力                     |
| 藤田正治 | 練馬師   | 停薪20日、警告           | 對所屬騎師大塚研司監督不力                             |
| 森山英雄 | 練馬師   | 停薪20日、警告           | 對所屬騎師吉井友彥監督不力                             |
| 伊藤強一 | 練馬師   | 停薪20日、警告           | 對所屬騎師花本正三監督不力                             |
| 後藤正義 | 練馬師   | 停薪20日、警告           | 對所屬騎師東川公則監督不力                             |

另外，事件中亦有人士未有即時揭發損害賽事公正事件而被警告。
| 姓名     | 職位 | 處分 | 處分理由                     |
| -------- | ---- | ---- | ---------------------------- |
| 大原浩司 | 騎師 | 警告 | 未有即時揭發損害賽事公正事件 |
| 東川慎   | 騎師 | 警告 | 未有即時揭發損害賽事公正事件 |
| 深澤杏花 | 騎師 | 警告 | 未有即時揭發損害賽事公正事件 |
| 藤原幹生 | 騎師 | 警告 | 未有即時揭發損害賽事公正事件 |
| 松本剛志 | 騎師 | 警告 | 未有即時揭發損害賽事公正事件 |
| 水野翔   | 騎師 | 警告 | 未有即時揭發損害賽事公正事件 |
| 向山牧   | 騎師 | 警告 | 未有即時揭發損害賽事公正事件 |
| 森島貴之 | 騎師 | 警告 | 未有即時揭發損害賽事公正事件 |
| 渡邊龍也 | 騎師 | 警告 | 未有即時揭發損害賽事公正事件 |

## 外部連結
- 维基共享资源上的相關多媒體資源：笠松競馬場
- 岐阜縣地方競馬組合 （页面存档备份，存于）

35°22′19.8″N 136°46′3.1″E / 35.372167°N 136.767528°E